# Stefan Batory (1477–1534)
Stefan Batory, węg. Báthory István (ur. 1477, zm. 1534) – wojewoda Siedmiogrodu od 1529, stronnik Jana Zápolyi. Ojciec Stefana Batorego, króla Polski, i dziad (po kądzieli) Elżbiety Batory.
Był synem Mikołaja Batorego i jego pierwszej żony Barbary Kézméri. Z małżeństwa z Katarzyną Telegdi doczekał się ośmiorga dzieci. Byli to:
- Elżbieta, zm. 1562,
- Mikołaj,
- Katarzyna,
- Zofia,
- Anna,
- Andrzej Batory, zm. 1563,
- Krzysztof Batory, ur. 1530,
- Stefan Batory, król Polski.